# Coldwater (Michigan)
Coldwater település az Amerikai Egyesült Államok Michigan államában, Branch megyében, melynek megyeszékhelye is. Lakosainak száma 13 822 fő (2020. április 1.).

## Népesség
A település népességének változása:

| 2010 | 10 945 |
| 2020 | 13 822 |